# Festival de Sapinhaut
Le Festival de Sapinhaut est le premier festival de plein air suisse, organisé dans la localité de Sapinhaut, au-dessus de Saxon, dans le canton du Valais. Il voit le jour en 1971, deux ans après le Festival de Woodstock. Il s'arrête pour cause de faillite après quatre éditions en 1976, année de création du Paléo Festival.
Festival de musique autogéré et gratuit, accueillant notamment Maxime Le Forestier et Alan Stivell, il organise également des conférences sur les thèmes d'actualité.
Il rassemble 3 000 festivaliers en 1976.

## Documentaire
- Pierre-André Thiébaud, Sapinhaut - Une bouffée d'air folk, mai 2017, 62 min[4],[5].